# FIFA Online 2
FIFA Online 2 este un MMO gratuit de fotbal online creat de cei de la EA Sports. Pentru a juca jocul trebuie să te înregistrezi și să descarci versiunea 1.2. Este succesorul lui FIFA Online. A fost lansat la 23 ianuarie 2009. În joc se poate alege propria echipa cu care poți juca contra PC-ului dar și multiplayer.